# 林佳恩
林佳恩（英語：Lin Chia-En，泰雅族名：Upah Yabu，1993年6月2日—），台灣女子射箭運動員，為台灣新竹縣泰雅族人，目前就讀於國立體育大學

## 國際賽經歷
- 2012年，獲選2012年夏季奧林匹克運動會中華台北代表團選手，於女子射箭排名賽位列第5，後於淘汰賽32強落敗。
- 2021年再次入選奧運射箭隊參加東京奧運，在混合團體、女子團體以及最後的女子個人賽事中，皆止步於16強[3][4][5]。

## 成績
- 2009年亞洲大獎賽第1站個人賽：第10名
- 2009年世界青年錦標賽團體賽：第13名
- 2009年世界青年錦標賽個人賽：第18名
- 2010年亞洲大獎賽第1站團體賽：第4名
- 2010年亞洲大獎賽第1站個人賽：第15名
- 2011年世界錦標賽團體賽：第6名
- 2011年世界錦標賽個人賽：第33名
- 2011年倫敦測試賽團體賽：第6名
- 2011年倫敦測試賽個人賽：第17名
- 2012年夏季奧林匹克運動會個人賽：32強[6]
- 2020年夏季奧林匹克運動會個人賽：16強